# The Legend of Zelda: Breath of the Wild
The Legend of Zelda: Breath of the Wild (на японски: ゼルダの伝説 ブレス オブ ザ ワイルド) е екшън-приключенска видеоигра, разработена и публикувана от японската компания Nintendo през 2017 година. Първоначално е планирана като ексклузивна за Wii U, но на 3 март 2017 г. е пусната за Wii U и Nintendo Switch. От 5 юни 2025 г. е достъпна и на Nintendo Switch 2. Ръководител на играта е Хидемаро Фуджибаяши, а продуцент – Ейджи Аонума.
Разработката ѝ продължава пет години, като започва веднага след излизането на The Legend of Zelda: Skyward Sword през 2011 г. Компанията Monolith Soft съдейства за проектирането на терен и пейзажи.
Breath of the Wild е най-продаваната игра на Zelda и една от най-продаваните видеоигри за всички времена – 33,04 милиона продадени копия към 30 юни 2025 г. Няколко пъти е печелила наградата „Игра на годината“, както и други награди, всичките от които през 2016, 2017 и 2018 г.
Спиноф на видеоиграта – Hyrule Warriors: Age of Calamity, е пуснат през 2020 г., а продължението Tears of the Kingdom – през 2023 г.